# Mystary EP
Mystary è il terzo EP della rock band statunitense Evanescence.

Al contrario dei precedenti EP, Mystary non conterrebbe tracce demo ma 5 brani registrati durante la sessione di registrazione per Fallen, infatti risulterebbe essere un EP promozionale pubblicato nel gennaio 2003 a favore del grande album di debutto. L'EP si presenta come un CD masterizzato senza marchi e contenuto in un contenitore di carta senza copertina. Ben lo aveva definito come un "campione di Fallen". La veridicità di tale elemento discografico è stata comunque messa in discussione.

## Tracce
1. My Last Breath – 4:07 (Ben Moody, Amy Lee, David Hodges)
2. My Immortal[2] – 4:39 (Ben Moody, Amy Lee)
3. Farther Away – 3:58 (Ben Moody, Amy Lee, David Hodges)
4. Everybody's Fool – 3:15 (Ben Moody, Amy Lee, David Hodges)
5. Imaginary (Mystary version[3]) – 4:17 (Ben Moody, Amy Lee)

## Formazione
- Amy Lee – voce
- Ben Moody – chitarra solista, percussioni; pianoforte in My Immortal
- John LeCompt – chitarra ritmica

Altri musicisti
- David Hodges – tastiera
- Francesco DiCosmo – basso
- Josh Freese – batteria, percussioni
- Millennium Choir – coro in Everybody's Fool e Imaginary (Mystary version)